# Omar Pchakadze
Omar Pchakadze (gruz. ომარ ფხაკაძე, ros. Омар Пхакадзе, ur. 12 sierpnia 1944 w Kutaisi – zm. 21 maja 1993 w Tbilisi) – gruziński kolarz torowy reprezentujący ZSRR, brązowy medalista olimpijski oraz trzykrotny medalista mistrzostw świata.

## Kariera
W 1964 roku Omar Pchakadze wystartował na igrzyskach olimpijskich w Tokio, gdzie odpadł w eliminacjach sprintu indywidualnego. Rok później zdobył złoty medal w tej samej konkurencji na mistrzostwach świata w San Sebastián, a podczas mistrzostw we Frankfurcie w 1966 roku był trzeci, ulegając jedynie dwóm Francuzom: Danielowi Morelonowi i Pierre'owi Trentinowi. Z igrzysk olimpijskich w Meksyku roku ponownie jednak wrócił bez medalu - był czwarty, przegrywając walkę o brąz z Trentinem. Kolejne trofeum zdobył na rozgrywanych w 1969 roku mistrzostwach w Antwerpii, gdzie zajął drugie miejsce za Morelonem. Ostatni medal zdobył na igrzyskach olimpijskich w Monachium w 1972 roku, gdzie w swojej koronnej konkurencji, przegrywając z Morelonem oraz Australijczykiem Johnem Nicholsonem. Wielokrotnie zdobywał medale mistrzostw ZSRR, w tym w latach 1963, 1964 i 1966-1973 zwyciężał w sprincie. W latach 1978–1984 był jednym z trenerów reprezentacji ZSRR.